# Бо-Артс-Вілледж (Вашингтон)
Бо-Артс-Вілледж (англ. Beaux Arts Village) — місто (англ. town) в США, в окрузі Кінг штату Вашингтон. Населення — 317 осіб (2020).

## Географія
Бо-Артс-Вілледж розташоване за координатами 47°35′8″ пн. ш. 122°12′16″ зх. д. / 47.58556° пн. ш. 122.20444° зх. д. (47.585673, -122.204563).  За даними Бюро перепису населення США в 2010 році місто мало площу 0,43 км², з яких 0,22 км² — суходіл та 0,21 км² — водойми. В 2017 році площа становила 0,21 км², уся площа — суходіл.

## Демографія
Згідно з переписом 2010 року, у місті мешкало 299 осіб у 113 домогосподарствах у складі 88 родин. Густота населення становила 696 осіб/км².  Було 118 помешкань (275/км²).
Расовий склад населення:
| - 95,3 % — білих - 4,0 % — азіатів |

До двох чи більше рас належало 0,7 %. Частка іспаномовних становила 1,0 % від усіх жителів.
За віковим діапазоном населення розподілялося таким чином: 29,8 % — особи молодші 18 років, 49,5 % — особи у віці 18—64 років, 20,7 % — особи у віці 65 років та старші. Медіана віку мешканця становила 44,9 року. На 100 осіб жіночої статі у місті припадало 104,8 чоловіків;  на 100 жінок у віці від 18 років та старших — 98,1 чоловіків також старших 18 років.
Середній дохід на одне домашнє господарство  становив 237 320 доларів США (медіана — 159 250), а середній дохід на одну сім'ю — 260 589 доларів (медіана — 167 500). За межею бідності перебувало 2,1 % осіб, у тому числі 0,0 % дітей у віці до 18 років та 3,4 % осіб у віці 65 років та старших.
Цивільне працевлаштоване населення становило 130 осіб. Основні галузі зайнятості: науковці, спеціалісти, менеджери — 34,6 %, освіта, охорона здоров'я та соціальна допомога — 22,3 %, роздрібна торгівля — 9,2 %, фінанси, страхування та нерухомість — 6,9 %.